# Nyzeeländsk havsmus
Nyzeeländsk havsmus (Hydrolagus novaezealandiae) är en broskfiskart som först beskrevs av Fowler 1911.  Nyzeeländsk havsmus ingår i släktet Hydrolagus och familjen havsmusfiskar. IUCN kategoriserar arten globalt som livskraftig. Inga underarter finns listade i Catalogue of Life.
Arten förekommer i havet kring Nya Zeeland i områden som är 32 till 800 meter djupa.
Utan stjärtfenans utskott som likar en piska blir individerna upp till 80 cm långa. Nyzeeländsk havsmus är mörkgrå på ovansidan och silvergrå på undersidan. Ovansidan har dessutom silvervita mönster.
Honor blir könsmogna vid en längd av 62 cm (utan utskott) och för hannar infaller könsmognaden vid en längd av 52 cm. Honor lägger ägg. De nykläckta ungarna är 9 till 12 cm långa. Arten äter kräftdjur, andra ryggradslösa djur och mindre fiskar.